# Brigitte Burchardt
Pour les articles homonymes, voir Burchardt.
Brigitte Burchardt née Brigitte Hofmann est une joueuse d'échecs allemande née le 17 octobre 1954 à Weißenfels. Trois fois championne d'Allemagne de l'Est dans les années 1970, elle obtient le titre de grand maître international féminin en remportant le championnat du monde senior féminin (plus de 65 ans) en 2024.

## Biographie et carrière
Maître international féminin depuis 1975, Brigitte Burchardt remporte le championnat d'Allemagne de l'Est féminin en 1975, 1978 et 1979 sous le nom de Brigitte Hoffman.
À la fin des années 1970, le cycle des candidates au championnat du monde féminin d'échecs, comprenait plusieurs étapes. Brigitte Burchardt  marqua 4 points sur 10 en 1976 au tournoi interzonal féminin à Tbilissi et finit à la neuvième place. Ce résultat l'éliminait du cycle des candidates au championnat du monde féminin d'échecs 1978.
Elle a représenté l'Allemagne à deux olympiades d'échecs féminines : en 1990 (au premier échiquier de l'équipe d'Allemagne de l'Est) et en 1992 au deuxième échiquier de l'Allemagne réunifiée. Lors de ses deux participations, elle marqua 11,5 points en 22 parties.
Championne d'Allemagne senior en 2017, elle remporte le championnat d'Europe senior en 2018 et le championnat du monde senior féminin 2024 disputé au Portugal, dans la catégorie plus de 65 ans.